# Шункуйш
Шункуйш (рум. Șuncuiș) — село у повіті Біхор в Румунії. Входить до складу комуни Фініш.
Село розташоване на відстані 388 км на північний захід від Бухареста, 51 км на південний схід від Ораді, 102 км на захід від Клуж-Напоки, 129 км на північний схід від Тімішоари.

## Населення
За даними перепису населення 2002 року у селі проживали 893 особи.
Національний склад населення села:
| Національність | Кількість осіб | Відсоток |
| -------------- | -------------- | -------- |
| румуни         | 427            | 47,8%    |
| цигани         | 267            | 29,9%    |
| угорці         | 196            | 21,9%    |

Рідною мовою назвали:
| Мова      | Кількість осіб | Відсоток |
| --------- | -------------- | -------- |
| румунська | 687            | 76,9%    |
| угорська  | 194            | 21,7%    |
| циганська | 9              | 1,0%     |